# Blockbusterfonds
Het Blockbusterfonds is een fonds ontstaan door samenwerking van drie particuliere cultuurfondsen: de VandenEnde Foundation, het Prins Bernhard Cultuurfonds, VSBfonds en de BankGiro Loterij.
Het Blockbusterfonds is een uitwerking van Joop van den Endes Mandeville-lezing in mei 2011, waarin hij een oproep deed aan de samenleving om meer te investeren in cultuur en cultureel ondernemerschap.
In het fonds brengen vier private partijen de financiële middelen bijeen. Het fonds is in nauw overleg met de overheid tot stand gekomen.
Het doel is onder meer waar mogelijk publiek met cultuur te verbinden en cultureel ondernemerschap te stimuleren.
Museum Boijmans Van Beuningen in Rotterdam, het fotografiemuseum FOAM in Amsterdam en museum TwentseWelle in Enschede waren de eerste culturele instellingen waarin het fonds zou investeren.